# Ernst Kyburz
Pour les articles homonymes, voir Kyburz.
Ernst Kyburz, né le 14 août 1898 et mort le 16 octobre 1983 à Ronco sopra Ascona, est un lutteur libre suisse.
Il est sacré champion olympique en 1928 à Amsterdam en catégorie poids moyens et champion d'Europe dans la même catégorie en 1931 à Budapest. 